# 시추에이션 휴먼다큐 그 날
《시추에이션 휴먼다큐 그 날》은 토요일 오전 8시 45분에 MBC에서 방영한 텔레비전 시사 · 교양 프로그램이다.

## 기획 의도
삶의 결정적인 순간, 이웃간의 크고 작은 갈등, 마을에서 벌어진 소동, 국가적인 행사, 재난 등의 특별한 어느 하루를 기점으로 그날을 대하여 인물들을 주목한다.

## 방송 회차

### 2010년
| 회차 | 방송일    | 부제                                              |
| ---- | --------- | ------------------------------------------------- |
| 1회  | 11월 6일  | 개그맨 이승윤의 그 날 - 파이터를 꿈꾸다           |
| 2회  | 11월 13일 | 흑진주 삼남매가 새엄마를 만나는 그 날             |
| 3회  | 11월 20일 | G20 정상회의 열리는 날 - G20에 뛰어든 사람들      |
| 4회  | 11월 27일 | 연평도의 그 날                                    |
| 5회  | 12월 4일  | 국가대표 장경훈이 엄마 영전에 금(金) 바치는 그 날 |
| 6회  | 12월 11일 | 섬마을 고3 수험생의 그 날                         |
| 7회  | 12월 18일 | 2PM이 일본에 첫 진출하는 그 날                    |
| 8회  | 12월 25일 | 고천리 전투 - 구제역이 안동을 덮친 그 날          |

### 2011년
| 회차 | 방송일    | 부제                                             |
| ---- | --------- | ------------------------------------------------ |
| 9회  | 1월 1일   | 라이베리아 소녀 지현이가 아빠를 만나는 그 날     |
| 10회 | 1월 8일   | 2010년의 마지막 날과 2011년 새해 첫날            |
| 11회 | 1월 15일  | 수홍 씨가 아버지를 두 번 살린 그 날              |
| 12회 | 1월 22일  | 엄마가 실종된 그 날                              |
| 13회 | 1월 29일  | 대한민국에 한파 경보가 내려진 그 날              |
| 14회 | 2월 5일   | 베트남 새댁 티엔이 첫 아이를 출산하는 그 날      |
| 15회 | 2월 12일  | 버럭 선생의 두 제자가 어름사니가 되는 그 날      |
| 16회 | 2월 19일  | 아저씨 록밴드가 일본 대회에 나간 그 날           |
| 17회 | 2월 26일  | 한국 디자이너가 뉴욕에 진출하는 그 날            |
| 18회 | 3월 5일   | 가수 김장훈 독도 콘서트                          |
| 19회 | 3월 12일  | 할머니 삼총사가 초등학교에 입학하는 그 날        |
| 20회 | 3월 19일  | 내가 본 일본 대지진 그 날                        |
| 21회 | 3월 26일  | 경민 씨와 미담이가 선생님이 되는 그 날           |
| 22회 | 4월 2일   | 검은 한국인 마라토너 김창원의 그 날              |
| 23회 | 4월 9일   | 색소폰 신동 수정이의 그 날                       |
| 24회 | 4월 16일  | 고등학생 치어리더 보아가 데뷔하는 날             |
| 25회 | 4월 23일  | 65세 김순모가 사막 마라톤에 도전한 그 날         |
| 26회 | 4월 30일  | 엄기영 대 최문순 승부의 그 날                    |
| 27회 | 5월 7일   | 에드워드 권이 전 세계 미식가들을 사로잡은 그 날  |
| 28회 | 5월 14일  | 국가대표 소믈리에를 뽑는 그 날                   |
| 29회 | 5월 21일  | 부산저축은행 영업정지 그 날 이후                 |
| 30회 | 5월 28일  | 봉하마을 노통 서거 2주기 그 날                   |
| 31회 | 6월 4일   | 위대한 탄생의 그 날                              |
| 32회 | 6월 11일  | 비보이 전쟁 그 날                                |
| 33회 | 6월 18일  | 위대한 탄생 백청강이 연변에 가는 그 날           |
| 34회 | 6월 25일  | 일본 대지진 100일 - 가마이시시의 그 날           |
| 35회 | 7월 2일   | 만리포해수욕장이 개장하는 그 날                  |
| 36회 | 7월 9일   | 철인 탄생의 그 날                                |
| 37회 | 7월 16일  | 모리오카 막걸리를 출시하는 그 날                 |
| 38회 | 7월 23일  | 폭우가 내리던 그 날                              |
| 39회 | 7월 30일  | 까만 아기 해리가 간 이식을 받는 그 날            |
| 40회 | 8월 6일   | 탈북 소녀 미향이의 그 날                         |
| 41회 | 8월 13일  | 코미디 국가대표 옹알스가 영국에 상륙한 그 날     |
| 42회 | 8월 20일  | 독도를 수영으로 횡단하는 그 날                   |
| 43회 | 8월 27일  | 서울시 주민투표 그 날                            |
| 44회 | 9월 3일   | 로봇다리 세진이의 수영대회                       |
| 45회 | 9월 10일  | 한센 인 어머니 합창단이 세상을 향해 노래한 그 날 |
| 46회 | 9월 17일  | 내 아들이 죽은 그 날                             |
| 47회 | 9월 24일  | 느풍 씨의 베트남 고향가는 그 날                  |
| 48회 | 10월 8일  | 박완규 부활의 그 날                              |
| 49회 | 10월 15일 | 장혜진이 딸과의 명예졸업을 약속시키는 그 날      |
| 50회 | 10월 22일 | 제임스의 무모한 도전                             |
| 51회 | 10월 29일 | 서울시장 선거 그 날                              |
| 52회 | 11월 5일  | 아줌마 밴드 맘마미아 그 날                       |
| 53회 | 11월 12일 | 승가원의 천사들 사진전 그 날                     |
| 54회 | 11월 19일 | 춘천의 완득이 챔피언 도전 그 날                  |
| 55회 | 11월 26일 | 김치식객 요시다 요리 그랑프리 도전 그 날         |
| 56회 | 12월 3일  | 연탄 들이는 그 날                                |
| 57회 | 12월 10일 | 내 인생이 매직이 되는 그 날                      |
| 58회 | 12월 17일 | 케이팝 영국 첫 공연 그 날                        |
| 59회 | 12월 24일 | 셰인 한국 진출 그 날                             |
| 60회 | 12월 31일 | 송년특집 - 2011 그 날                            |

### 2012년
| 회차 | 방송일    | 부제                                                 |
| ---- | --------- | ---------------------------------------------------- |
| 61회 | 1월 7일   | 위풍당당 가족의 탄생 그 날                           |
| 62회 | 1월 14일  | 배드민턴 국가대표 이용대 · 정재성의 그 날            |
| 63회 | 1월 28일  | 문 씨네 소가 굶어죽은 그 날                          |
| 특집 | 2월 4일   | 스페셜                                               |
| 64회 | 2월 11일  | K팝이 세계로 진출하는 그 날                          |
| 65회 | 2월 18일  | 장혜진이 딸과의 명예졸업을 약속하는 그 날            |
| 65회 | 2월 18일  | 박완규 부활의 그 날                                  |
| 66회 | 2월 25일  | 가수 김장훈 독도 콘서트 그 날                        |
| 66회 | 2월 25일  | 경민 씨와 미담이가 선생님이 되는 그 날               |
| 66회 | 2월 25일  | 국가대표 장경훈이 엄마 영전에 금메달을 바치는 그 날  |
| 67회 | 3월 3일   | 이서진이 도자기를 빚는 그 날                         |
| 68회 | 3월 10일  | 지리산 반달곰 추적 그 날                             |
| 69회 | 3월 17일  | 위대한 탄생 백청강이 연변에 가는 그 날               |
| 69회 | 3월 17일  | 셰인 한국 진출 그 날                                 |
| 70회 | 3월 24일  | 10대들이 도전하는 그 날                              |
| 70회 | 3월 24일  | 고등학생 치어리더 보아가 데뷔하는 날                 |
| 70회 | 3월 24일  | 춘천의 완득이 최연소 도전 그 날                      |
| 71회 | 3월 31일  | 금메달리스트 양영자가 다시 라켓을 잡던 그 날         |
| 72회 | 4월 7일   | 가의도 한글학교에서 반장선거를 하는 그 날            |
| 73회 | 4월 14일  | 총선에 뛰어든 사람들의 그 날                         |
| 74회 | 4월 21일  | 얼렁뚱땅 발레리노가 오던 그 날                       |
| 75회 | 4월 28일  | 여신들이 홍대를 울린 그 날                           |
| 76회 | 5월 5일   | 반달곰 여자 씨름단 격전의 그 날                      |
| 77회 | 5월 12일  | 연아와 함께 점프하던 그 날                           |
| 78회 | 5월 19일  | 탈북가수 명성희가 팝페라 무대에 선 그 날             |
| 79회 | 5월 26일  | 춤꾼과 명창이 하나되는 그 날                         |
| 80회 | 6월 2일   | 알렉스가 프로 카레이서로 데뷔한 그 날                |
| 81회 | 6월 9일   | 구자명이 뮤지컬 무대에 서는 그 날                    |
| 82회 | 6월 16일  | 강원도 산골마을로 세계의 스키어들이 모이던 그 날     |
| 83회 | 6월 23일  | 북파공작원이 야수에게 도전하던 그 날                 |
| 84회 | 6월 30일  | 새내기 현 형사가 마약범을 소탕하는 그 날             |
| 85회 | 7월 7일   | 몽골 소년 대원이가 다시 매트에 선 그 날              |
| 86회 | 7월 14일  | 바다새 김혜정이 아들을 위한 노래를 부르는 그 날      |
| 87회 | 7월 21일  | 인어소녀 이소림이 아쿠아리스트로 데뷔하던 그 날      |
| 88회 | 7월 28일  | 한국 문화 지킴이가 런던의 중심에 선 그 날            |
| 89회 | 8월 18일  | 꼬마 로커 윤식이가 드러머로 데뷔하던 그 날           |
| 90회 | 8월 25일  | 금난새가 아이들의 꿈을 지휘하던 그 날                |
| 91회 | 9월 1일   | 토비 도슨이 다시 봉석 씨가 되는 그 날                |
| 92회 | 9월 8일   | 반기문이 50년 전의 친구들을 만난 그 날               |
| 93회 | 9월 15일  | 구자철이 독일로 돌아간 그 날                         |
| 94회 | 9월 22일  | 개그맨 김학도가 뮤지컬 배우에 도전하는 그 날         |
| 95회 | 9월 29일  | 러시아 춤꾼 알리나가 한류드림콘서트에 도전하는 그 날 |
| 96회 | 10월 6일  | 에필로그                                             |
| 97회 | 10월 13일 | 에필로그                                             |

## 결방 사유
- 2011년 10월 1일에는 국군의 날 특집 다큐멘터리 《평화 - 기적을 쏘다》의 방송으로 인하여 결방하였다.
- 2012년 1월 21일에는 설 특집 다큐멘터리 《이장희 - 그건 너》의 방송으로 인하여 결방하였다.

## 같이 보기
- 스타다큐 (1997년 ~ 1999년)
- 휴먼다큐 사람이 좋다 (2012년 ~ 현재) - 후속작